# Epiplema indignaria
Epiplema indignaria är en fjärilsart som beskrevs av Walker 1866. Epiplema indignaria ingår i släktet Epiplema och familjen Uraniidae. Inga underarter finns listade i Catalogue of Life.